# Telingana balteata
Telingana balteata är en insektsart som beskrevs av William Lucas Distant. Telingana balteata ingår i släktet Telingana och familjen hornstritar. Inga underarter finns listade i Catalogue of Life.